# Zanaga
Zanaga est une ville de la République du Congo, dans le département de la Lékoumou sur une altitude de 584 m. Située au nord-ouest de la capitale Brazzaville à plus de 250 km et à 300 km de Pointe-Noire, elle est possède un aéroport. Chef-lieu du district de Zanaga, elle est surtout connue pour sa richesse minière,.